# محمدرضا شادلو
محمدرضا شادلو (زاده ۲۴ اردیبهشت ۱۳۷۹) یک مدافع کبدی ایرانی است که برای تیم ملی کبدی ایران و تیم گجرات جاینتز در لیگ پرو کبدی هندوستان بازی می‌کند.

## حرفه کبدی
در سال ۲۰۲۱ شادلو با انتقال به تیم پاتنا پایرتس به لیگ پرو کبدی هند راه یافت و در اولین سال حضورش با به‌دست آوردن بیشترین امتیاز تکل (۸۹ امتیاز) بین بازیکنان به لقب بهترین مدافع مسابقات دست یافت. او در پایان فصل ۲۰۲۱–۲۰۲۲ لیگ پرو کبدی پاتنا پایرتس را به فینال مسابقات رساند ولی تیمش در مقابل دابانگ دهلی محتمل شکست شد و شادلو به عنوان نایب قهرمانی رسید.
پس از عملکرد چشمگیر شادلو تیم پاتنا پایرتس او را برای فصل ۲۰۲۲ پرو کبدی حفظ کرد و در نهایت با ۸۴ امتیاز تکل در بیست مسابقه به‌عنوان دومین بازیکن برتر دفاعی شناخته‌شد. شادلو درست قبل از شروع فصل ۲۰۲۳–۲۰۲۴ از تیم پاتنا پایرتس جدا شد.
او به‌عنوان بخشی از اردوی ۱۴ نفره تیم ملی کبدی ایران که در اوت ۲۰۲۴ در جزیره کیش قبل از شروع بازی‌های آسیایی ۲۰۲۲ برگزار شد شرکت کرد و در ترکیب اصلی تیم ملی ایران قرار گرفت. وی در بازی‌های آسیایی ۲۰۲۲ نماینده و کاپیتان تیم ایران بود و با ایران به فینال مسابقات راه یافت ولی در نهایت با شکست مقابل تیم ملی کبدی هند به‌عنوان نایب‌قهرمانی مسابقات دست یافت.
شادلو در سال ۲۰۲۳ توسط تیم پونری پالتان با قیمت رکوردشکن ۲٫۳۵ کرور روپیه خریده، و به‌عنوان گران‌ترین بازیکن خارجی تاریخ لیگ پرو کبدی تبدیل شد. او نقشی کلیدی در اولین قهرمانی پونری پالتان در لیگ داشت و با عملکرد خوب در فینال مسابقات مقابل هاریانا استیلرز به‌عنوان قهرمانی دست یافت. شادلو با ۹۹ امتیاز، بیشترین امتیاز تکل را بین هر بازیکنی در لیگ کسب کرد و برای دومین بار به‌عنوان بهترین مدافع لیگ شناخته‌شد.
هاریانا استیلرز در فصل ۱۲ پرو کبدی شادلو را بازیکن آزاد کرد و او را برای مزایده گذاشت. در مزایده سال ۲۰۲۵ پرو کبدی شادلو با رقم ۲٫۲۳ کرور روپیه به تیم گجرات جاینتز پیوست و به‌عنوان گران‌ترین بازیکن فروخته شده در مزایده سال ۲۰۲۵ شناخته‌شد.